# 馬蹄

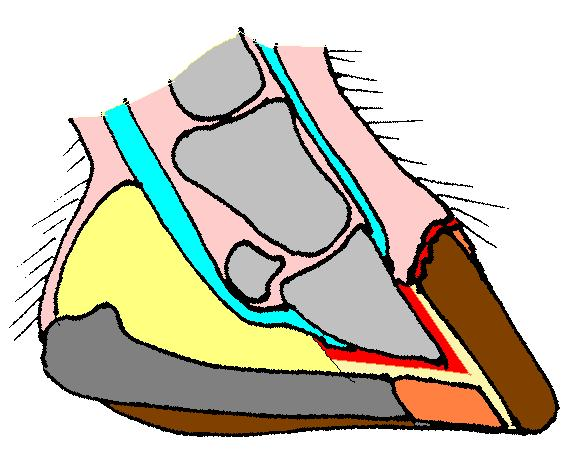
馬腳蹄的解剖圖

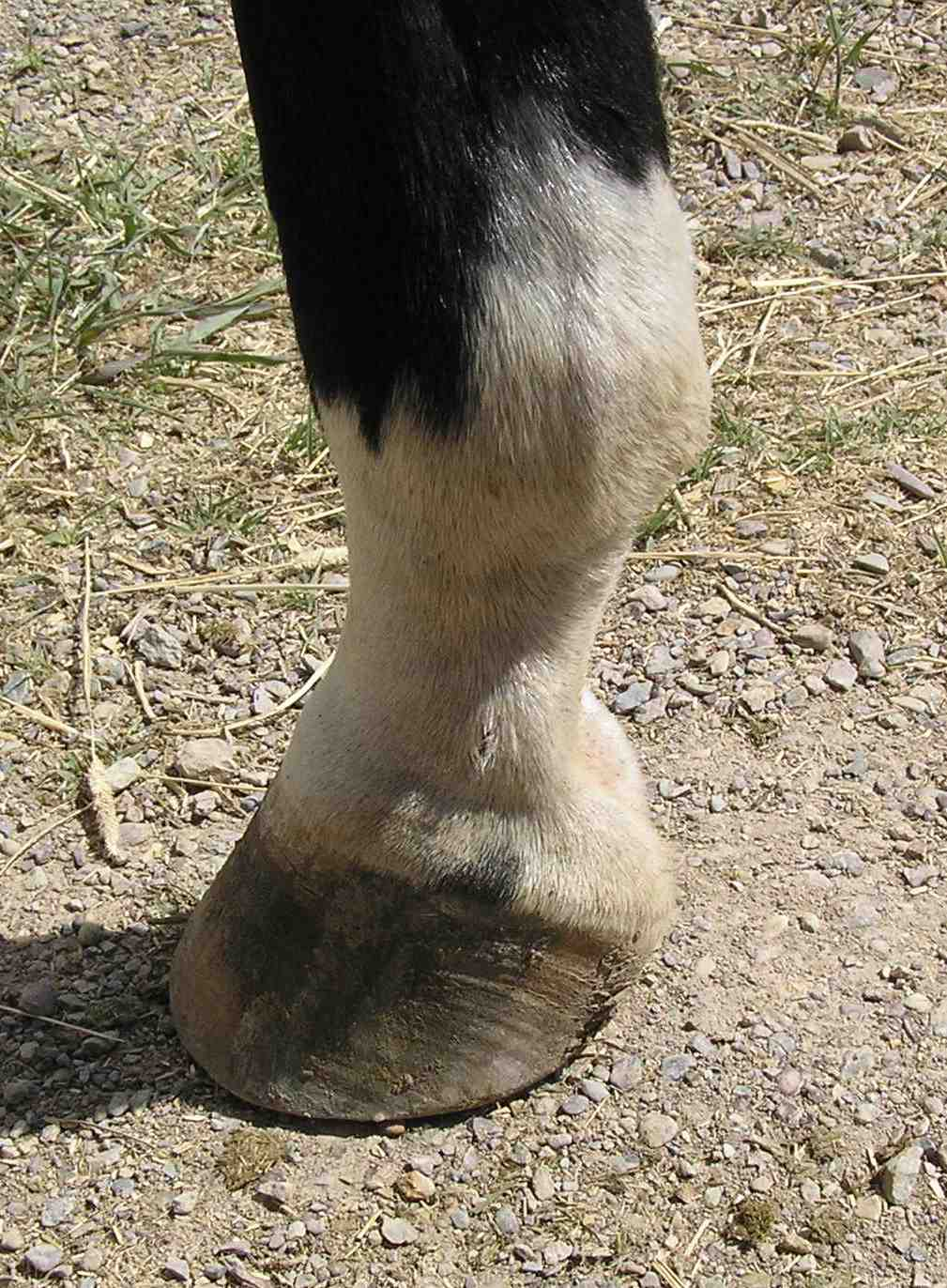
馬原生的馬腳蹄

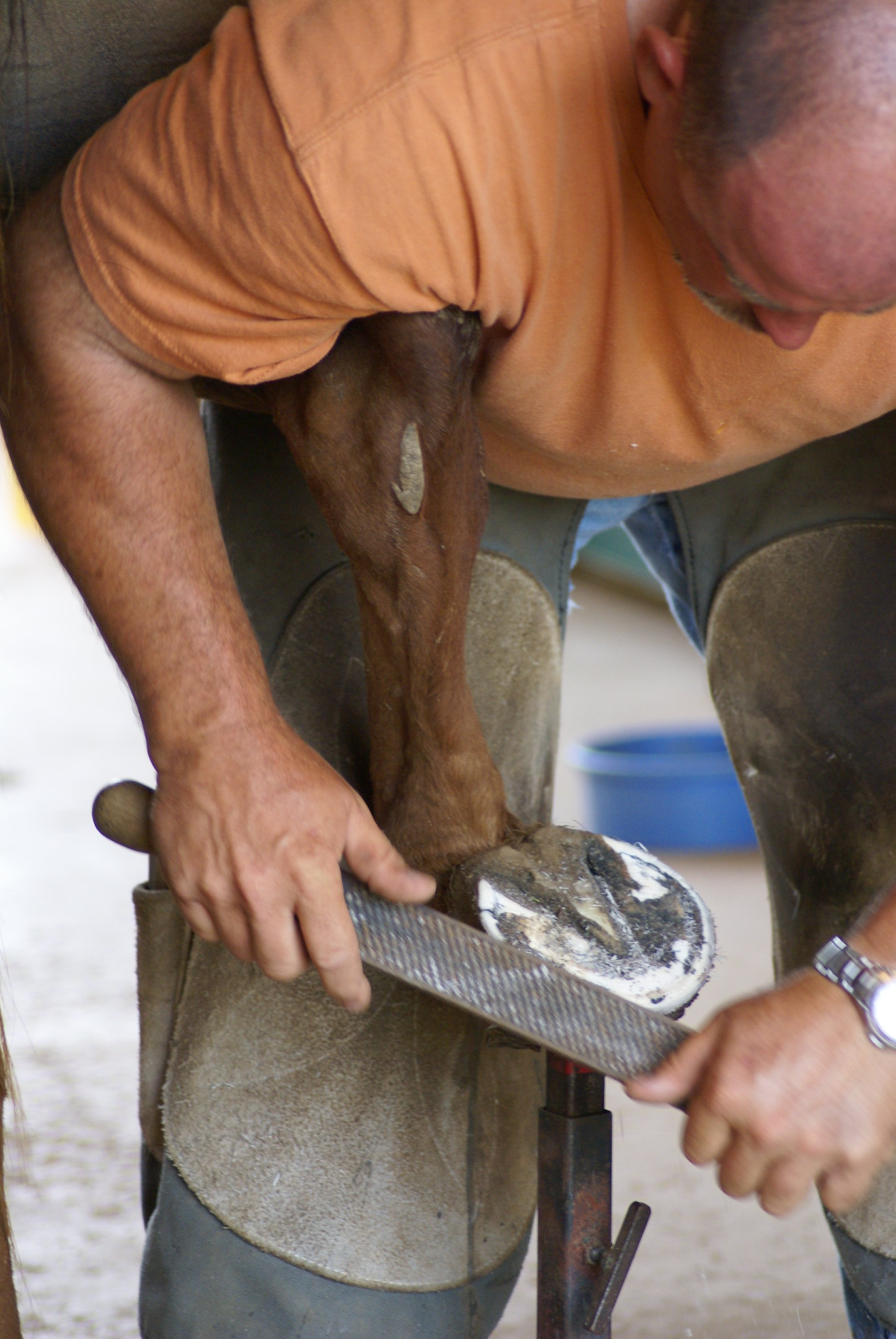
正在爲馬腳鑲上馬蹄鐵

馬腳蹄，通常稱為馬蹄，是馬的腳部長出來的蹄，正如人體長出腳甲一樣，用以保護馬的腳部。
人工馴化的馬匹，現多用作賽馬用途。練馬師為盡力保護馬原生的馬蹄，不讓馬兒因為長期奔跑而令馬蹄受到損害。一般護理馬蹄的方法有：
1. 為馬蹄擦拭馬蹄潤膚膏
2. 在馬腳蹄底部鑲上馬蹄鐵，等如為馬兒穿保護鞋一樣。

馬是奇蹄目的成員。其他成員包括斑馬和驢，它們都有相同形態的腳蹄。

馬匹的跑姿。留意：馬匹著地時之位置正是馬蹄鐵鑲上的位置